# Разсредоточаване
Разсредоточаване е организирано изнасяне на културни и материални ценности от застрашени райони и преместването и опазването им на безопасни места. В Република България разсредоточаване на културни и материални ценности от райони, засегнати от бедствия, аварии и военни действия, се извършва след решение на Министерския съвет, а Националният кризисен щаб, свикван в случаи на бедствия и аварии, има право да отправя до Министерския съвет предложение за извършване на разсредоточаване на културните и материалните ценности от застрашените райони.